# Talluza
Talluza (àrab: طلوزه, Ṭallūza) és un vila palestina de la governació de Nablus, a Cisjordània, al nord de la vall del Jordà, 15 quilòmetres al nord-est de Nablus. Segons l'Oficina Central Palestina d'Estadístiques, tenia 2.375 habitants en 2007.

## Geografia
Està situada a la part septentrional de Mont Ebal al llarg del pendent d'un altiplà. Talluza té una elevació mitjana de 545 metres sobre el nivell del mar. L'antic centre de la vila és petit i està envoltat d'estructures d'edificis relativament nous. Hi ha 50 cisternes al poble i la font d'aigua més propera és a 2,5 km del poble a Ein al-Beida. Talluza es troba fora de la carretera que uneix Nablus amb Asira ash-Shamaliya, i les localitats properes al sud-oest, Yasid al nord-pest, el campament de Far'a al nord.est i Ein al-Beida al sud-est.

## Demografia
En el cens de 1997 de l'Oficina Central Palestina d'Estadístiques, tenia 2002 habitants. Els refugiats palestins en suposaven almenys el 13,8% dels habitants. En el cens de 2007 la població va créixer a 2.375 habitants, que vivien en 429 llars. La mitjana d'habitants per casa és entre 5 i 6 membres. La distribució per gèneres era de 50,8% homes i 49,2% dones.
Les principals famílies de la vila són els al-Hashaykeh (que inclouen els al-Fares, al-Awaysah, al-Balateyyeh, al-Badawi, al-Abu Shehadeh), al-Darawsheh, al-Shanableh, as-Salahat, al-Janajreh i al-Barahmeh. A Talluza hi ha dues mesquites i dues escoles secundàries amb separació per sexes.

## Història
Talluza ha estat identificada com la ciutat samaritana de Tira Luzeh on el summe sacerdot Baba Rabba erigí una sinagoga en el segle iv. El talmud esmena la vila com a Turluzeh, on els romans cremaren els pergamins sagrats hebreus. Segons Albright, el nom Tur-Luzeh (Tûr Lôzah) volia dir en arameu ‘muntanya d'ametlles'. En 1941 es va trobar una inscripció grega que duia el nom de Yosef Ben Ya'akov Zechariah, un samarità dels segles IV-V. En 1985 fou excavada una cova d'enterrament samaritana, excavada a la roca amb tres taüts per als membres de la família samaritana Ptolemayos. S'hi va trobar un grapat de perles de vidre i un llum d'oli. Dins de la vila hi ha el maqam del nabí Harun o ‘tomba del profeta Aaron’, segons la tradició oral. També s'hi ha trobat un columbari i ceràmica d'època romana d'Orient.
En 1322 la vila fou esmentada per Sir John Maundeville amb el nom de Deluze.

### Època otomana
En 1596 apareix en els registres fiscals otomans com a Talluza, una vila a la nàhiya de Jabal Sami al liwà de Nablus. Tenia una població de 62 llars, totes musulmanes. Pagaven impostos sobre el blat, l'ordi, els cultius d'estiu, oliveres, ingressos ocasionals, cabres, ruscs i una premsa d'olives o raïm.
En 1838 Edward Robinson classificà Talluza com a part del districte de Haritheh al nord de Nablus. En 1852 va visitar Talluza, anotant que «la vila és de certa grandària, i tolerablement ben construïda. No hem vist restes de l'antiguitat, a excepció d'algunes excavacions sepulcrals i algunes cisternes.» Robinson va comentar més tard que la casa del xeic de la ciutat va ser «construïda al voltant d'una petita cort amb bestiar boví i cavalls.»
Robinson va suggerir que Talluza podia ser l'antiga Tirzah (en llatí: Thersa), una de les 31 ciutats cananees citades a la Bíblia com a conquerides per Josuè; el nom modern en àrab podria derivar del nom antic en la forma hebrea o possiblement en la forma original cananea, de manera que el so r va ser substituït per una l. L'explorador francès Victor Guérin també va argumentar que Talluza era al lloc de l'antiga Thirza.
Més tard Conder i Kitchener suggeriren que Tayasir era la candidata més probable; actualment es creu que Tirzah es trobava a Tell el-Farah (Nord), al nord-est de l'actual Nablus.
Quan Guérin va visitar Talluza en 1870 la va descriure com una vila gran amb 1.000–1.200 habitants. Va assenyalar que moltes de les cases eren parcialment destruïdes, i que hi havia antigues cisternes. El Survey of Western Palestine del Fons per a l'Exploració de Palestina en 1882 va trobar que Talluza era «una vila de bona mida, ben construït, amb una casa central del xeic. És en una lloma, amb una baixada molt escarpada a l'est, i els costats del turó estan coberts amb belles arbredes d'olives […] les dones del poble baixen a les fonts de l'est, a una milla de distància, on hi ha una font perenne d'aigua de bona qualitat.» Després de la revolució dels Joves Turcs de 1908 van esclatar lluites entre clans entre els habitants de Talluza i la veïna Asira ash-Shamaliya arran de la manca de seguretat a la zona en el període immediatament posterior a la revolució. De dos a tres homes van morir en els combats. Els residents de Talluza arrabassaren el bestiar d'Asira.

### Època del Mandat Britànic
En el cens de Palestina de 1922 ordenat per les autoritats del Mandat Britànic, Talluza tenia una població totalment musulmana de 1116 habitants, que augmentaren en el cens de 1931 quan Talluza (incloses les viles de Wadi al-Badhan i Wadi al-Far'a) tenia 1376, tots musulmans en un total de 323 cases.
En el cens de 1945, la població era de 1.830, tots musulmans, mentre que l'àrea total de terra era de 57.710 dúnams, segons un cens oficial de terra i població. D'aquests, 16 dúnams eren dedicats al conreu de cítrics i bananes, 7.462 per a plantacions i terra de rec, 27.091 per a cereals, mentre que 41 dúnams eren sòl edificat.

### Després de 1948
Després de la de la Guerra araboisraeliana de 1948, i després dels acords d'Armistici de 1949, Talluza va restar en mans de Jordània. En 1961, Talluza tenia 1.667 habitants. Històricament Talluza és vinculada a la vila de Wadi al-Far'a des que les terres de la ciutat abans eren propietat dels residents de Talluza, que les utilitzaven per a l'agricultura. En els anys 1960 els residents de Talluza establerts a Wadi al-Far'a se segregaren com a vila separada.
Després de la Guerra dels Sis Dies el 1967, ha estat sota ocupació israeliana. En 1996 Wadi al-Far'a fou segregada oficialment de Talluza i se li va concedir un consell de vila sota la jurisdicció de la governació de Tubas.